# Biuro Narodów Zjednoczonych ds. Koordynacji Pomocy Humanitarnej
Biuro Narodów Zjednoczonych ds. Koordynacji Pomocy Humanitarnej (ang. United Nations Office for the Coordination of Humanitarian Affairs, OCHA) – organ ONZ założony 19 grudnia 1991 w wyniku przyjęcia przez Zgromadzenie Ogólne ONZ rezolucji nr 46/182. Jego zadaniem jest koordynacja działań z zakresu pomocy humanitarnej oraz wzmocnienia reakcji na sytuacje kryzysowe i klęski żywiołowe.